# Toronto (Ohio)
Toronto – miasto w Stanach Zjednoczonych, we wschodniej części stanu Ohio, nad rzeką Ohio. Liczba mieszkańców w 2000 roku wynosiła 5666.